# GAUSS (programación)
GAUSS es un lenguaje de programación matricial diseñado para trabajos matemáticos y estadísticos, desarrollado y comercializado por Aptech Systems. Su propósito primario es la solución de problemas numéricos en estadística, econometría, series temporales, optimización y visualización 2D y 3D. Fue publicado por primera vez en 1984 para MS-DOS y posteriormente también está disponible para Linux, Mac OS X y Windows.

## Ejemplos de las funciones disponibles
- GAUSS tiene varios Módulos de Aplicación así como funciones en su biblioteca de funciones:[2]
  - Qprog — Programación cuadrática
  - SqpSolvemt — Programación cuadrática secuencial
  - QNewton — Optimización Quasi-Newtoniana sin restricciones
  - EQsolve — Resolución de Ecuaciones no lineales